# 路人超能100角色列表
本列表列出日本漫畫家ONE的作品《路人超能100》中的登場角色。
- 配音員記載順序為：日本配音員；台灣「衛視電影台版本」配音員。

## 主要角色
影山茂夫
配音：伊藤節生（日本）；江志倫（台灣）；凱爾·麥卡利（美國）
演員：濱田龍臣（電視劇）；伊藤節生（舞台劇）
本作主角。就讀食鹽中學二年一班，因存在感薄弱被周遭人稱為「路人／龍套」，特徵是西瓜皮／妹妹頭。
優點是做事輕手輕腳沒有聲音，喜歡的食物是牛奶、章魚燒和拉麵，不喜歡的食物是香菜、鹹魚和蝗蟲，缺點是不擅於理解周遭氣氛。14歲，身高157.7公分（在漫畫第95話小附錄〈危機感〉時說長高了1公分），體重44.3公斤，血型O型，生日5月12日，金牛座，屬虎。
個性溫和、純真熱心，雖然是超能力者，但體質卻相當虛弱，有輕度的貧血。因長期壓抑導致不容易注意到自己的情緒，平時面無表情，情緒表現不明顯，所以很少人能理解他的想法。是個強大的超能力者，但秉持著「不能對人使用超能力」的原則，認為超能力不是生活的必需品，很多東西不能靠超能力得到，所以基本上不會使用。過去曾一度情緒失控造成弟弟受傷，因此將超能力壓制的同時也將情感一併壓抑住，但亦因為如此，當情緒膨脹到１００％再也壓抑不住時，被壓制的超能力也會隨著情緒一同完全解放出來。
放學後會去靈幻的靈能相談所打工，時薪300日圓（有時只有食物）。相當敬愛師父靈幻，就算在寶貴的假日，只要接到靈幻的電話都會隨傳隨到。雖然會為此覺得困擾，口頭上會抱怨，但既沒有獲得休假批准，亦基於尊敬還是會隨靈幻使喚。佩服且尊敬聰明能幹的弟弟影山律，能為了替弟弟周旋而道歉下跪，很重視家人。
愛慕著青梅竹馬的小蕾，為了得到小蕾欣賞而加入肉體改造社。起初並不信任小酒窩，在日積月累的相處後，一人一靈成了好搭檔。與花澤一戰後成為鹽中學的裏番長「白T毒物／白T劇毒」。
由於過去壓抑著自己的能力，故事初期時並無法妥善運用其力量，只憑單純的念動力擊敗對手。隨著故事推進，面臨與爪及其他能力者的戰鬥，能力得以急速成長，亦開始思考超能力的其他用法，並學會了操控植物、幽體脫離等高技巧性的能力；其力量強大到就算甚麼都沒做，一般下級幽靈都無法進入其家中。
當情感受到強烈的衝擊而進入昏迷時，便會進入「？？？%」狀態，此時的戰力遠超過100%的狀態。最上啟示篇中有暗示那狀態是茂夫的內在，不過茂夫本人無法得知此狀態下的經歷。「？？？%」其實是茂夫的另一個人格，因茂夫長期壓抑自己而發展出來的，當茂夫失去意識後會佔據身體，擁有極強大的破壞力，在茂夫準備與小蕾告白的路上，因車禍失去意識而被釋放了出來，幾乎毀壞了整個城市。後來在靈幻的坦白和開解下，茂夫的兩個人格順利融和，茂夫從此也不再壓抑自身的情感。
結局時已升上三年級，成為肉體改造社的副社長。
靈幻新隆
配音：櫻井孝宏（日本）；陳彥鈞（台灣）；克里斯·奈歐西（美國）
演員：波岡一喜（電視劇）；馬場良馬（舞台劇）
本作另一位主角，路人的師父、朋友、人生導師。28歲，身高179公分，體重66.1公斤，血型O型，生日10月10日，天秤座，屬鼠。相當害怕蟑螂，喜歡狗。
原本是個普通上班族，4年前辭職後開始經營靈能力相談所，自稱靈能力者。營業一年後就開始出現職業倦怠，在質疑自己是否適合做這個行業時遇到了當時還是小學生，因對超能力感困擾而前來諮詢的茂夫，並將其收為徒弟。靈能力相談所的收費相對於同行十分便宜(刻意將收費控制在顧客就算感覺上當也沒什麼大不了的金額)。一直以來營業額都十分勉強，後期設立了官網後，客人日漸增多。是個聰明且機靈的人，當初會成為靈能詐騙師正是因為這種比一般人敏銳的悟性讓他對平凡生活感到乏味所致。擅長各種詐欺手法，說話技巧亦十分高超，還學了精油按摩等技巧來應付事務所大部分跟靈能一點關聯都沒有的客人。自稱少林拳法綠帶，體術頗佳，但體能似乎有待加強，絕對的反暴力主義者。
會用各種技能解決委託人的問題，若單憑自己無法解決，則會交由茂夫來處理。雖然是一名詐欺師，不過會認真地為茂夫的內心問題解惑，也會主動察覺茂夫的心結，可謂茂夫的人生導師。
在第7支部的事件中，因擔心失聯的茂夫而隻身闖進第7支部，憑藉唬弄基層成員輕鬆地進入內部，解救了被俘的孩子們。當茂夫心理壓力過大逼近崩潰邊緣時，他的說話成為茂夫絕望心靈的出路，茂夫身上的能力便短暫的轉移到靈幻身上，使其進入「1000%」的狀態，以實力和說話技巧，降服了大部分第7支部的成員。
爾後進一步擴展業務，解決了眾多都市傳說，亦建立相談所的網站，讓知名度有所提升。在最上啟示篇中，接受大企業家淺桐正志的委託為其女兒淺桐美乃梨除靈。在茂夫進入精神世界後，與小酒窩一同守護茂夫的身體，並相信茂夫一定能平安歸來。在茂夫擊敗妃姬子後，由於事務所名氣攀升，性格也開始變得有些自我膨脹，忙於業務而疏忽了茂夫的變化與感受，導致師徒關係開始出現裂痕，其經營的事務所更因此失去一大助力，在直播節目上因為落入淨堂麒麟設下的圈套，被大眾識破沒有靈能力的事實。意識到這一點時內心自責不已，在後來的記者會上肯定了茂夫的成長，而茂夫亦出手為其解危，兩人就此和解。
最終篇時為了阻止暴走的茂夫，向他坦白自己“其實只是個普通人，根本沒有超能力”的事實，使茂夫冷靜下來，再告訴他“每人都有另外一面，你只要接納自己，慢慢成長即可”，順利讓茂夫與另外一個自己和解融合。
小酒窩
配音：大塚明夫（日本）；孫誠（台灣）；麥克·索利奇（美國）
演員：島津健太郎（電視劇）；灘儀武（舞台劇）
上級惡靈，自稱路人的搭檔。特徵是雙頰的紅暈，性格陰險狡詐，但說話風趣幽默。
為成為神受世人崇拜建立了宗教「（笑）」，結果一個月後就被茂夫擊潰，力量大不如前。認為強大的茂夫是讓自己成為神的絕佳跳板，為了利用茂夫的力量而跟隨其身後。
能附於他人身上，被附身者的雙頰會出現大塊紅暈，身體的潛力也將被極限開發，但有著不可破壞宿主身體的堅持。一度遭花澤分解到分子等級，依靠一己之力回復。雖然試圖利用超能力剛覺醒的律，但因為力量太弱而作罷。曾在巔峰時期遇到最上啟示，遭其秒殺，被最上吸收大部分靈素，趁著最上頭痛的瞬間逃走。
成神篇中，藉著人們神格化城市中央的超巨型花椰菜的機會，假扮為「超能安全帽教」教主，吸收人們祈禱時產生的敬意而日漸強大。和茂夫一戰後，意識到自己的夢想從來就不是成為神，只不過是想要朋友而已。為了保護茂夫與擁有自我意識的花椰菜戰鬥，最終以被吞噬的方式將西蘭花拔起扔到海裡，經歷第四次消滅。最後一集再度登場，協助靈幻阻止茂夫，此時已變得比以往更衰弱，且靈體顏色變得更為黯淡。
結尾時似乎成為了靈幻的搭檔。
影山律
配音：入野自由（日本）；張敦喻（台灣）；馬克斯·米特爾曼（美國）
演員：望月步（電視劇）；松本岳（舞台劇）
茂夫的弟弟，就讀食鹽中學一年三班。13歲，身高159.4公分，體重45公斤，血型B型，生日7月2日，巨蟹座，屬兔。
聰明伶俐、文武雙全，而且長相清秀，受到眾多女孩的歡迎。是學生會的一員。唯一的弱項就是不會超能力，因為哥哥茂夫是天生的超能力者，因此認為會超能力是「基本」的事，對自己不會超能力感到自卑，並以學會超能力為目標。
相當敬愛哥哥。在學生會「大掃除」時與學生會長神室真司栽贓不良少年，悖德感與罪惡感作祟下覺醒了超能力。對靈幻十分不以為然，但在爪事件後有些微改觀。超能力剛覺醒時因長期自卑感與心中對哥哥失控的恐懼感，曾一度黑化暴走，但在茂夫的勸說與感化後，變得比以前更加崇敬哥哥。
結局時已升上二年級，擔任學生會的副會長。
花澤輝氣
配音：松岡禎丞（日本）；喬資淯（台灣）；艾瑞克·史考特·金莫勒（美國）
演員：荒井敦史（電視劇）；河原田巧也（舞台劇）
黑醋中學二年級生，通稱輝。14歲，身高161.4公分，體重47.7公斤，血型A型，生日4月13日，牡羊座，屬虎。
天生的超能力者，是黑醋中學的裏番長。自視甚高，蔑視無超能力的「凡人」，習慣在日常生活隨心所欲的使用超能力，因此考試、體育無不在行，加上帥氣的長相，深受眾人歡迎。認真戰鬥時有內八字站姿的習慣。
曾以為自己是唯一的「天生」超能力者，因為不認同茂夫「超能力者也是凡人」的觀點，進而爆發戰鬥。在令茂夫失去意識使“？？？%”出現後，被其強大的力量打敗，價值觀深受震撼，對超能力的認知也有所改變，待人變得較為和氣圓融。與茂夫打鬥時，因茂夫手滑導致頂上頭髮被削去一大片，從此戴上令頭頂達到150%的誇張假髮，直到櫻威削掉假髮後才恢復正常髮型。
因天生的超能力者相當稀有，花澤曾被爪當成目標襲擊過，所以上中學後即獨自住在公寓。他曾說過茂夫是第一個進去他公寓的外人，顯示其對茂夫的信任。自尊心極高，輸掉戰鬥時會因為心理衝擊過大而發高燒，當初敗給茂夫時，便因高燒昏睡了三天三夜。和茂夫一同經歷爪的第7支部事件後，能力得到大幅度的提升，並學會了空鞭、火焰、幽體術、念爆、多重防護罩等能力。
結局時已升上三年級，自信滿滿地思考著畢業後該就讀哪所高中。

## 食鹽中學

### 學生
高岭蕾
配音：佐武宇綺（日本）；萊恩·巴特利（美國）
演員：與田祐希（電視劇）
二年三班，有著一頭黑色直長髮與可愛的長相，標準的校園偶像。與茂夫是青梅竹馬，並同時是茂夫的暗戀對象。知道茂夫擁有超能力一事，但是並不特別感興趣，似乎更喜歡擅長運動的男生。雖然故事進行期間與茂夫相當疏離，但似乎有在默默的關注他。
本身性格相當直率，對於不喜歡的事物會表達強烈的抗拒，甚至有捉迷藏玩到一半便丟下玩伴回家的黑歷史。
告白篇時，因為搬家而要轉學到別的學校，在毫不知情的情況下間接引發茂夫體內“？？？%”的失控。即使目睹了城市的毀滅，依然守著與茂夫的約定，在公園裡等待他。最後雖然拒絕了茂夫的告白，但理由卻是「不曾把你當成男性看待」也知道他在靈幻的事務所打工，轉學後時常會與茂夫用電話聯絡。
米里一
配音：藤村步〈第1－2季〉→嶋村侑〈第3季〉（日本）；艾比·特洛特（美國）
演員：末永美優（舞台劇）
二年一班，茂夫的同班同學。新聞社社員，對新聞取材有著旺盛的好奇心與行動力。隻身闖進宗教團體「（笑）」裡發掘真相，見識到茂夫的能力，此後便致力於挖掘茂夫超能力的秘密，希望能作為新聞題材發表。「超能安全帽教」的創始幹部，嚴守著茂夫身為該教教主的秘密，曾為了鍛煉茂夫領導教團的能力，而煽動其參選學生會會長。
麻里子
配音：木村珠莉（日本）
鬼瓦天牙的同班同學兼青梅竹馬。小時候曾經說過「長大之後要跟天牙結婚」，然而在學生會執行「大掃除」之下，受到影山律和神室真司的誤導，開始對鬼瓦感到噁心。
深見繪美
配音：松井惠理子（日本）
因為與同學玩遊戲輸掉而被罰向茂夫告白，告白被婉拒的一週後對茂夫表達實情，同時心裡也有些愧疚。喜歡寫小說，但作品卻被友人撕爛，然而在第一次主動為同學展現超能力的茂夫幫助下，作品得以回復原樣，也因為此番際遇而文思泉湧。

### 腦感電波社
暗田留
配音：種崎敦美（日本）；孫欣瑜／連思宇（台灣）；察拉米·雷格（美國）
演員：山谷花純（電視劇）；田上真里奈（舞台劇）
腦感電波社社長，三年五班，自認是可愛的美少女，夢想是和宇宙生命體通信、接觸。原本成立社團的宗旨是為了研究心靈感應，但久無進展覺得夢想無望，於是過起了懶懶散散的日子。見識到茂夫強大的超能力後重燃夢想，纏著茂夫去尋找其他的超能力者。因為肉改社的好心，原本面臨廢社的腦電社得以與肉改社共用社團房間。
在畢業前夕藉著竹中的幫助，一圓與外星人交流的夢想。結局時已是高中生，在靈幻的事務所中打工，擔任秘書。
犬川豆太
配音：山下誠一郎
演員：森公平（舞台劇）
腦感電波社社員，二年一班，特徵為眉毛是一個點。與茂夫從國小就相識，原本就知曉茂夫有超能力，但不知道其能力的強大。在UFO事件中被外星人帶走，因為趕走了當地星球居民的天敵而成為那裡的「英雄」，後來心境與外星人達到同頻能與對方交流，於是被送回地球，但是在外星居住的記憶被抹消。
猿田尻彦
配音：濱野大輝
演員：田代哲哉（舞台劇）
腦感電波社社員，一年五班，特徵是屁股下巴。
雉子林春人
配音：綿貫龍之介
演員：匁山剛志（舞台劇）
腦感電波社社員，三年四班，特徵是雙臉頰凹陷。
竹中桃藏
配音：野瀬育二〈第1季〉→河西健吾〈第3季〉
前腦感電波社社員，其真實身份是心靈感應能力者。在暗田畢業前夕幫助她實現畢生夢想，即與外星人對話。

### 肉體改造社
鄉田武藏
配音：關俊彥（日本）；派屈克·塞茲（美國）
演員：長濱慎（電視劇）；郷本直也→兼崎健太郎（舞台劇）
肉體改造社社長，三年三班，有著完全不像中學生的高大身材與強健體魄，放學後常帶領著肉改社社員鍛鍊肉體。討厭暴力，不認為肌肉是用來欺負人的工具。
雖然茂夫的體質比常人虛弱得多，依然接納他成為社員。十分重義氣，花澤篇時為了解救被綁架的茂夫，與眾社員暫時擱下厭惡暴力的包袱，狠狠教訓了黑醋中學的不良少年，也曾在茂夫被高中生欺負時為茂夫出頭。少數知悉茂夫有特殊能力的人。老家是務農的，預定高中畢業後回鄉繼承家業。
志村遼平
配音：綿貫龍之介
演員：鈴木貴之（電視劇）；（舞台劇）
肉體改造社社員，三年一班，特徵是飛機頭。將來打算做能夠鍛煉肌肉的工作。
隈川弘
配音：武內駿輔（日本）
演員：三宅十空→赤谷翔次郎（舞台劇）
肉體改造社社員，三年二班，特徵是莫西干頭。未來將以田徑的體育推薦生身分就讀高中。
山村秀樹
配音：濱野大輝
演員：黑石高大（電視劇）
肉體改造社社員，三年三班。家人希望他成為公務員，但成績似乎有點勉強。
佐川純
配音：山下誠一郎
演員：高橋良輔→米村秀人（舞台劇）
肉體改造社社員，二年二班，特徵是平頭配虛線眉。文武雙全，喜歡動物，志願是成為獸醫。

### 不良少年
鬼瓦天牙
配音：細谷佳正（日本）
演員：白戸達也（電視劇）；木戸邑彌→大海將一郎（舞台劇）
食鹽中學不良少年的老大，留有飛機頭，被同學們畏懼著，不過在被學生會陷害前一直維持著不遲到不缺席，準時到校上課的紀錄。
敗給花澤後向肉改社社長鄉田求助，被拒後施計綁架茂夫，讓肉改社槓上黑醋中學。對打倒花澤的茂夫十分敬佩，認定他就是食鹽中學的裏番長。在學生會執行「大掃除」時遭到陷害，一度意志消沉，雖然對律助紂為虐的行徑感到氣憤，但看在路人的份上而對其表示不追究。被鄉田在大家面前公開其志願是成為漫畫家的秘密。
外貌神似作者另一部作品《一拳超人》中的S級英雄——金屬球棒。
山崎
配音：君嶋哲（日本）
演員：中澤捕手（電視劇）
二年四班不良少年，鬼瓦的小弟，「大掃除」的目標之一。

### 學生會
神室真司
配音：遊佐浩二
學生會會長，成績優異，但因家中更優秀的哥哥與家人的冷言冷語，造成其個性十分自卑，有收集垃圾紓壓的特殊癖好。為了證明自己的價值而策劃學校改革計畫「大掃除」，誣陷鬼瓦與學校中"有害的垃圾"同學，意圖唆使律為幫兇，反遭其設計陷害，被不良少年教訓後認清自我，反省後辭去學生會會長一職，並和律一同向被栽贓的鬼瓦坦白並道歉，在新任會長選舉時為了贖罪而參選，並二度當選。
德川光
配音：松岡禎丞
學生會副會長，精明幹練且理智成熟，學生會良心所在。對「大掃除」行動產生質疑，而與會長神室對立，事後化解心結再度和好。

## 各校番長
枝野剛
配音：林勇
黑醋中學不良少年老大。在與食鹽中學番長鬼瓦天牙衝突中敗北，請出花澤收拾對方，進一步帶出了茂夫與花澤的衝突。
劍崎勇人
配音：關俊彦
豆瓣醬中學不良少年老大，被能力覺醒的律一拳擊倒。
富士
配音：西凜太朗
味噌中學不良少年老大，身材高大的不良少年。
赤城
配音：綿貫龍之介
醬汁中學不良少年老大。
五頭
配音：濱野大輝
美乃滋中學不良少年老大。
磐梯
配音：山下誠一郎
醬油中學不良少年老大，戴著口罩的不良少年。

## 覺醒研究所
密裏賢治
配音：福松進紗
覺醒研究所的創辦人，是資產家的兒子，極度有錢空閒。付給底下的超能力者們時薪三千元報酬，建立研究所的原因是為讓自己也成為超能力者。故事最後打消了夢想，但希望能和其他人保持聯絡。
星野武史
配音：天崎滉平
中學生，覺醒研究所中的超能力者，擁有念動力，但僅有扭曲湯匙的程度。第七支部的事件後跟著花澤學習，能力成長許多，能跟朝日組成合體技「念動火柱」。
朝日豪
配音：桑畑裕輔〈第1季〉→熊澤玄德〈第2季〉
中學生，覺醒研究所中的超能力者，擁有發火能力，但火力還比不上100日元的打火機。第七支部的事件後跟著花澤學習，能力成長許多，能跟星野組成合體技「念動火柱」。
黑崎麗
配音：福沙奈惠
中學生，覺醒研究所中的超能力者，擁有超直覺，能靠超能力猜中有記號的卡片，不過命中率只有62%。第七支部的事件後跟著花澤學習，能力成長許多。有著看到帥哥就會臉紅的習慣，對律及花澤臉紅過。
白鳥兄弟(大地&海斗)
配音：花倉洸幸
中學生，一對雙胞胎兄弟，臉型分別是圓形與方形。覺醒研究所中的超能力者，擁有心靈感應，但僅限兄弟之間的溝通，效率遠不如電子郵件。第七支部的事件後跟著花澤學習，能力成長許多，開始能使用心靈能力對人進行測謊，但必須兩人同時一起發功。

## 「爪」
聚集超能力者的犯罪集團。

### 總部
鈴木統一郎
配音：井上和彥
「爪」的老大，48歳（動畫中為46歳）。超能力相當強大，但腦袋不怎麼靈光，策畫了一場兩光的綁架計畫，幾乎全靠硬幹才成功，是因為五超和自身的強大才能橫行到現在，能夠逐年累積自己的力量。使喚同為超能力者的兒子鈴木將到各支部視察，再將有能者引薦到總部。
與茂夫一戰中將累積二十年的力量解放，和茂夫釋放情感的原理相同，是以百分比累進逐一釋放，力量之強甚至能幾乎和100%的茂夫打成平手（根據花澤所言，當時茂夫的100%已經超越了當初他見過的???%的規模），是繼最上啟示以來，第二個藉實力將茂夫逼到絕境的對手，但當能量釋放至100%會完全失控，肉體完全變化導致最終控制不了力量，進而引發毀滅性自爆。最後茂夫吸收了爆炸的主要能量，並轉換為超巨型花椰菜的養分，保護了鈴木。之所以想要統治世界．是因為他的妻子受不了他的自視甚高而離家出走，導致他的內心崩潰。最後接受茂夫的想法，坦然被捕入獄。
最末一集在茂夫暴走後曾協助政府進行阻攔。
鈴木將
配音：國立幸（日本）；葉又菁（台灣）
爪總部高層成員，初登場時被當作製造出來的「兒童覺醒者」，實際上是總部老大的兒子，13歲的少年。運用高超的技巧進行戰鬥，如操縱光的折射率進而隱身，或是將能量積累並一次過爆發。
名義上是派遣到第七支部研修，實則為視察。相當反對第七支部的洗腦政策，想要把被抓來的超能力者們送往總部。對律頗為欣賞，並希望他能成為自己的搭檔，後利用引力抵銷輕鬆擊潰第七支部長且將其支部強制解散。
一開始相當輕視茂夫，瞧不起茂夫的和平主義，並認為律對哥哥的崇敬是出自血緣。在見識到茂夫真正的力量後，認可茂夫並稱他是強大的人，茂夫亦將他視作律的朋友保護著。對父親統一郎的作為頗有微詞，在中二魂爆發的統一郎對調味市發表宣言後，羞恥到甚至想把自己埋起來。和離家出走的母親保持聯繫，也一直希望父親能盡早回頭，暗地裡卻反抗他。

### 5超
「爪」的五大幹部。除了首領鈴木外，是組織內一人之下，萬人之上的五大最強超能力者，每個人的能力獨樹一格，一個人就擁有殲滅一支部隊、一座城市的破格能力。
芹澤克也
配音：星野貴紀
「爪」5超之首，約30歲。頭腦簡單，心思單純。超能力強到無法控制，詳情不明，為念動能力的一種，可攻可守，其強度能貫穿遠方指定的大樓。
自幼因超能力時常失控甚至傷到他人而苦惱，並將自己關在房間裡15年，後來得到鈴木統一郎的幫助，得以走出自己的房間，卻因而十分依賴鈴木。雖然自覺被鈴木利用，但過於害怕而選擇放棄思考，盲從鈴木的命令。身邊總是帶著傘作為武器。一直以為“爪”是一間公司，因此稱鈴木為“社長”。
爪篇時，替鈴木統一郎擋下將的充能炸彈，因不忍看到父子相殘而選擇迴避。負責看守被俘獲的總理大臣，與前來討伐鈴木的茂夫相遇。無法接受茂夫所指出“自己被鈴木利用”的事實，幾近崩潰，在與茂夫的衝突中被其真誠的友情打動，立場有所改變。在鈴木的襲擊下保護靈幻等人，但傘也因此毀壞。即便與鈴木決裂，依舊為其結局唏噓不已，悲傷落淚。與鈴木臨別之際被告誡缺乏信心、容易被他人利用，以後需要注意。
爪篇結束後被靈幻拉攏進事務所，並一改過去邋遢的外型，稱茂夫為“前輩”。
島崎亮
配音：杉山紀彰
「爪」5超之一，因雙目失明而帶來的能力是「超感知力」和「瞬間移動」，自身注意到的攻擊就算直接命中也不會受傷。
爪篇時，和花澤等人爆發鬥爭，即使一對多也不落下風，但因行動模式單調，被花澤識破逼至絕境，在危急時開發出新能力「透視心眼」，將除了超能力者以外的一切隔絕並用瞬間移動擊倒眾人。在得勝後感受到茂夫的強大氣場，正準備迎戰時，被非超能力者的靈幻以「正當防衛猛攻」突襲打敗。之所以戰鬥是為了追求樂趣，自栩不管發生什麼，只要能樂在其中就好。
峯岸稔樹
配音：小林裕介
「爪」5超之一，性格冷靜，能力是「操控植物」以及利用超能力無限生成植物，但本身並不喜歡植物。爪篇時，擊敗將的三位部下，旋即和茂夫交戰，但戰鬥中被意外出現的最上啟示擊敗後，險些遭其殺害，危急之際被茂夫所救，立場和心態有所改變。事件結束後在花店工作，在茂夫準備花束前去向小蕾告白時，私下給予更豪華的花束作為還恩。
柴田宏
配音：三宅健太
「爪」5超之一，能力是「超能類固醇」，力量驚人，能大幅增強肌肉。在爪篇追擊超能力者途中，被靈幻噴詛咒香水後失去意識導致肌肉暴走，追殺小酒窩附體的茂夫，被轉而附身肉改社部長的小酒窩與茂夫聯手打敗。
羽鳥希
配音：濱野大輝
「爪」5超之一，能力是「操控電子儀器」，小至家電，大至軍事核彈設備。在爪篇被將背摔秒殺。

### 支部長
玉城
配音：櫻井徹
第一分部部長。在爪篇對600名部下宣布老大的作戰計畫，最後被外籍部隊打敗。

### 第7支部
遺志黑獏膳
配音：大久保瑠美、岩崎博〈真身〉
第七分部部長，傷的幹部之一，本部老大的直屬部下。擅長重力操作，得意技「黑玉」，能創造出如黑洞般的假引力球體。戴著面罩，其真身是個老人。認為超能力者是高等的存在，裡應受到世人的禮遇，後來對上1000%狀態的靈幻屈居下風，但靈幻未能完全打倒他，遺志黑獏膳也因此惱羞成怒，想毀掉整個第七分部，但被將阻止並擊倒。
誇山惠
配音：三木真一郎
第七分部部員，傷的幹部之一。腦筋不太好。得意技「念動螺旋」，將力量以螺旋纏繞至雙手，能像挖掘機般的挖開防護罩。與茂夫的對戰初期佔上風，其能力亦令茂夫難以防禦，之後被100%敵意的茂夫擊倒，趁茂夫大意時用借來的詛咒香水迷昏後，強行將律帶走，導致茂夫等人攻入第7分部。在茂夫等人入侵第7支部時想打敗茂夫雪恥，卻被無暇應付而認真的茂夫直接秒殺。第7分部解散後退出「爪」，並在爪篇幫助茂夫對抗本部。事件結束後似乎跟櫻威一起在便利店工作的樣子。
櫻威遊介
配音：細谷佳正
第七分部部員，傷的幹部之一，誇山的搭檔，戴眼鏡穿著西裝的男性。得意技「封印的房間」，若進入此房間，強如茂夫都會失去超能力。其愛刀「咒玩」的材質為100%純塑膠，在其能力加持下足以斬斷鋼筋水泥，最後遭1000%的靈幻破壞。第7分部解散後退出「爪」，並在爪篇幫助茂夫對抗本部。事件結束後似乎跟誇山一起在便利店工作的樣子。
寺蛇梵兒
配音：立木文彥
第七分部部員，傷的幹部之一。個性有點卑劣，得意技「空鞭」，將能量聚集於雙手中指創造出兩條鞭子，最長距離為60米，這招後來被花澤學走，並運用得更加強大。與兩名部下打算襲擊茂夫，卻反被打敗，在拷問下供出爪的許多資料，在與茂夫等人前往第七分部時脫逃並回擊，配合地形優勢令花澤一度陷入苦戰，雖然其戰鬥能力相當有技巧，但在茂夫壓倒性的強大念動力作用下，遭兩顆大樹夾起秒殺。在爪篇對抗本部。
邑機智弘
配音：鶴岡聰
第七分部部員，傷的幹部之一。得意技「幽體術」，能創造出多個真假難辨的幻體。在爪事件中對上1000%的靈幻，不敵其實力的同時受到勸降，變得相當崇敬靈幻，稱其為靈幻大師。其招式幽體術後來被花澤學走，並運用得更加強大。在爪篇對抗本部。
無飼流星群
配音：小見川千明
第七分部部員，傷的幹部之一。辮子並梳著包頭的小女孩，人偶師，能在遠距離外操作眾多人偶進行追蹤、攻擊，其人偶被進攻第七分部的茂夫全數毀滅。在爪篇對抗本部。
槌屋華
配音：原優子
第七分部部員，傷的幹部之一。得意技「硬氣功」，武術高手，出身於武道世家，能將氣集中在手腳，增強威力與速度。對上茂夫時因其為女性，讓茂夫不願意下手攻擊，但她以「身為大人攻擊小孩是對等的」為理由，提出和茂夫平等戰鬥的要求，雖然對自己的實力很有自信，結果還是敗於茂夫壓倒性的力量下。在爪篇對抗本部。
嶽內閃光
配音：柳田淳一
第七分部部員，傷的幹部之一。得意技「超氣功」，將力量凝聚成球體進行攻擊。認真起來臉的畫風會完全不一樣，但被茂夫無視瞬間擊倒。在爪篇對抗本部。
宮蛾輪灯成
配音：勝杏里
第七分部部員，傷的幹部之一。發火能力者，能發出大範圍的火焰，也因此對火焰有高於常人的抵抗力。對上入侵第七分部的花澤，因花澤活用防護罩將其連同火焰包覆，遭焚燒至全身嚴重燒傷，其能力被花澤學走。
霧藤前夜
配音：桐井大介
第七分部部員，傷的幹部之一。能力是幻覺操作，能混淆對方的視力與聽力，但如心電感應等能力卻不受影響。想利用律受傷流血的幻覺使茂夫屈服，但被精神崩潰的茂夫無意識地增幅後又傳回去的幻象擊倒。
魔津尾純愛
配音：綿貫龍之介
第七分部部員，傷的幹部之一。特徵為厚嘴唇的男子，惡靈使役者，將使役的靈體存放於瓶罐中。會將自己的持有靈用點心命名，例如小餅乾、小口香糖，其操縱的惡靈小甜心被1000%的靈幻消滅，其他的惡靈則變成小酒窩的一部分（糧食）。第七分部解散後，成為一名職業靈能力者，在最上啟示事件中以靈能力者的身分登場，暗中幫助路人後將最上收歸己有。在爪篇對抗本部。

### 將的部下
福田
配音：木内太郎
將的部下。可以通過分解物質，構建出全新的物體。他使用這個能力在路人家中留下假屍體。為保護將和律離開，和峯岸交戰後被打敗。
東尾
配音：松川裕輝
將的部下。能夠給傷患的傷口注入能量，使對象的自然治愈爆發性的增強，從而達到治療的效果。對鈴木將有過度保護的行為。為保護將和律離開，和峯岸交戰後被打敗。
大月
配音：岩崎諒太
將的部下。能將能量注入紙扇，讓強力的衝擊波在空氣中傳導，進而將目標破壞。為保護將和律離開，和峯岸交戰後被打敗。

### 外籍部隊
約瑟夫
配音：畠中祐
外籍部隊的領導人，實為政府安排在「爪」中的調查人員，超能力是將煙霧固化至鋼鐵的強度，困住敵人的「白色噪音」。在爪篇煽動外籍部隊的超能力者謀反爪，但均被五超擊敗，本人也被芹澤打敗。事件結束後將鈴木統一郎捉拿歸案。
伍德
配音：矢野獎吾
外籍部隊成員，超能力是能夠強化肉體的力量。在爪篇被5超的柴田打敗。
米凱爾
配音：松川裕輝
外籍部隊成員。在爪篇被被5超的峯岸打敗。

## 其他角色
茂夫的父母
配音：武藤與志則&中嶋佳葉
影山兄弟的父母。
太郎&花子
配音：羽多野涉&渡邊智美
靈能相談所的委託人，為驅除惡靈「天井破」而尋求協助。事後花子十分感謝靈幻，反之男友太郎對此不以為然。
麻里&千尋
配音：小岩井小鳥&茅野愛衣
靈能相談所的委託人，聖美索女子學園的學生。為驅除惡靈而尋求協助，最開始並不信任茂夫，事後一改其態度，十分感謝茂夫。
神室卓哉
神室的哥哥，從小就是個優等生。
詐欺商人
配音：高木涉&佐藤利奈
詐欺商人，原本想要欺詐茂夫，但被趕來的靈幻克制。
仁志
配音：櫻井徹
靈能相談所的委託人，為了得到已故父親的遺產保險庫，請求靈幻降靈。
森羅萬象丸
配音：楠大典
日輪靈能聯合會會員，職業靈能力者，責任感極強。
淨堂麒麟
配音：丹澤晃之
日輪靈能聯合會會長，是真的頗有本事的靈能者，但心胸非常狹窄，身邊有許多小跟班。在最上事件被附身時，遭靈幻以膝撞的物理除靈法擺脫惡靈控制，卻因失了面子懷恨在心，特地以養套殺的方式讓靈幻的詐術在直播節目上曝光、公開處刑。
淺桐正志
配音：星野充昭
靈能相談所的委託人，為了驅除附於女兒身上的惡靈.最上啟示而尋求協助，朝霧控股的社長。在最上事件中被攻擊導致重傷，活下來後從網路上搜尋到超能安全帽教的相關網站，認為茂夫是該教教徒，並因此贊助超能安全帽教五億捐款。
淺桐美乃莉
配音：M·A·O
淺桐正志的女兒，14歲。性格惡劣，為人殘酷，以霸凌同學為樂。被惡靈.最上啟示附身，在精神世界中與茂夫成為同班同學，針對茂夫以結黨霸凌為樂。被茂夫救回後，反思自身過去的行徑，發自真誠的向茂夫道歉，性情也因此較為收斂。因附身伴隨的衝擊造成對茂夫的記憶逐漸模糊，對不明身份的救命恩人相當憧憬。
杉本
配音：原良丞
不良少年，意圖勒索路人，先後反被小酒窩和肉改部惡整。
敏腕太郎
電視台製作人。
海老原森藏
配音：關俊彥
節目主持人。
茂木達也
配音：綿貫龍之介
節目來賓。
SATAKE
配音：佐武宇綺
節目來賓，偶像。
福田鈴夫
節目來賓，童星。
古賀老師
配音：酒井敬幸
路人的班導師。
美紀
配音：三村有己
靈能相談所的諮詢者，小蕾的朋友。
矢部博史
配音：木村雅史
日本的總理大臣，在爪篇被島崎綁架。
天草晴明
配音：檜山修之
妖怪獵人，在靈幻等人的幫助下剷除調味市的妖怪集團「百鬼」。

## 惡靈
天井破
配音：小野塚貴志
天花板的惡靈，最後被茂夫除靈。
惡靈總長
配音：藤原啟治
隧道中的惡靈，生前是暴走族總長，因意外身亡成為惡靈，不過留存於世的目的是不讓其他人接近隧道內的恐怖惡靈跟不希望暴走族的榮耀被人遺忘，並非邪惡的靈，最後被茂夫超渡。
聞香魔
配音：堂坂晃三
在聖美索女子學園引起騷動的惡靈，最後被茂夫除靈。
裂口女
日本都會傳奇的一種妖怪，通常是一名披頭散髮、用口罩矇著裂口的女人形象。動畫中的妖怪變更為妃姬子。
妃姬子
配音：小林優
日本都市傳說中的一種妖怪，常出沒於下雨天，穿著破爛的衣物（大多是長裙），手中拖著像是洋娃娃一類的東西的女性。取代原作中的裂口女。
最上啟示
配音：石田彰
本作最大惡靈。在十多年前以貨真價實的靈能者身分出現在社會大眾面前，奠定靈能業界存在的人物，是靈幻的業界目標。靈力高強。
為了負擔母親的醫療費，接受委託替人解決靈障問題，但依然入不敷出，迫不得已下使用能力殺了許多人，卻導致受害者的怨念纏住母親，令其母最終不得好死，魂魄化作惡靈。最上知悉實情後開始到處吸收惡靈積儲力量，最後自殺變為最強的惡靈，並開始以附身的方式殺害被他認為沒有資格活在世上的人物。
本篇故事中附身在淺桐社長的女兒.淺桐美乃莉身上，戲弄和襲擊集結而來的眾多靈能力者，並試圖把茂夫困於自己的精神世界中，企圖讓茂夫被負面感情吞噬，進而步上自己的後塵。最後被潛藏於茂夫體內的『???%』打敗。最後被魔津尾收為惡靈寵物之一，但由於其力量過於強大，魔津尾無法控制他，只能將他一直封印著。認可茂夫的強大，但也認為茂夫的性格太過溫柔，而這將會不利於他之後的戰鬥。
爪篇時，擺脫魔津尾的控制，一舉擊敗峯岸及眾多超能力士兵，向茂夫提出“對人嚴格”的要求後，獲得全然的自由，不知其後去向。